# قسم الأدوية الأساسية
قسم الأدوية الأساسية إن مهمة قسم الأدوية الأساسية في منظمة الصحة العالمية هي «المساعدة في حفظ الحياة وتحسين الصحة عبر غلق الفجوة الكبيرة بين الفعالية التي تقدمها الأدوية الأساسية وواقع أن الأدوية غير متاحة أو غير ميسورة التكلفة أو غير آمنة أو غير ملائمة للاستخدام عند ملايين من الناس وبخاصة الفقراء والمحتاجين للرعاية».
يُقدِّم قسم الأدوية الأساسيَّة «الإرشاد العالمي للأدوية الأساسيَّة، ويعمل مع البلدان -وفقاً لطلبهم- لإنجاز سياسات الأدوية العالميّة لضمان العدالة في إتاحة الأدوية الأساسيّة، ومأمونيّة وجودة الأدوية، والاستخدام الرشيد للأدوية».